# Куангминь (Куангнинь)
Куангминь (вьет. Quảng Minh) — община в уезде Хайха, провинции Куангнинь, Вьетнам.

## География
Община Куангминь расположена на востоке уезда Хайха, и граничит:
- на западе — с общинами Куангтинь и Куангтхань,
- на юге — с городом Куангха и общиной Кайтьен,
- на севере — с городом Монгкай,
- на востоке омывается Тонкинским заливом.

Куангминь занимает площадь 41,10 км², численность населения в 2018 году — 7 767 человек, плотность населения — 189 человек/км².

## История
До 1969 территория общины Куангминь была территорией общин Матенунг и Лапма уезда Хакой провинции Куангнинь.
4 июня 1969 года уезды Хакой и Дамха были объединены в уезд Куангха, в составе которого оказались Матенунг и Лапма.
16 января 1979 г. Правительственный совет принял Постановление 17-CP, согласно которому Матенунг была переименована в Куангминь, а Лапма — в Куангтханг.
29 августа 2001 года уезд Куангха был разделен на два — Хайха (бывший Хакой) и Дамха, общины Куангминь и Куангтханг вошли в уезд Хайха.
До слияния община Куангминь имела площадь 27,45 км², население 5311 человек, плотность населения 149 человек/км², и имела 7 посёлков: 1, 2, 3, 4, 5, 6 и Миньтан. Община Куангтханг имела площадь 13,65 км², население 2456 человек, плотность населения 180 человек/км², 4 посёлка: 1, 2, 3 и 4.
17 декабря 2019 г. Постоянный комитет Национального собрания издал Постановление № 837/NQ-UBTVQH14 об устройстве административных единиц на уровне уездов и общин в провинции Куангнинь (вступило в силу с 1 января 2020 г.). Согласно ему вся территория и население общины Куангтханг становится частью общины Куангминь.
31 марта 2020 года 4 посёлка, ранее находившиеся в общине Куангтханг, переименованы из 1, 2, 3 и 4 в 8, 9, Куанглинь и 7 соответственно.

## Администрация
Община Куангминь разделена на 11 посёлков: 1, 2, 3, 4, 5, 6, 7, 8, 9, Миньтан и Куанглинь.